# 3409 Abramov
3409 Abramov è un asteroide della fascia principale. Scoperto nel 1977, presenta un'orbita caratterizzata da un semiasse maggiore pari a 2,8558739 UA e da un'eccentricità di 0,0824478, inclinata di 1,39756° rispetto all'eclittica.